# Greg Joly
Gregory James Joly (* 30. Mai 1954 in Rocky Mountain House, Alberta) ist ein ehemaliger kanadischer Eishockeyspieler (Verteidiger), der von 1974 bis 1983 für die Washington Capitals und Detroit Red Wings in der National Hockey League spielte.

## Karriere
Als Junior spielte er für die Regina Pats in der WCJHL mit Spielern wie Clark Gillies. 1974 gewann er mit den Pats den Memorial Cup und spielte überragend, sodass er zum wertvollsten Spieler des Finalturnieres gewählt wurde. Davon beeindruckt wählten die Washington Capitals ihn beim NHL Amateur Draft 1974 mit dem ersten Wahlrecht des Drafts aus.
Gleich zur Saison 1974/75 holten sie ihn in die NHL und hofften mit ihm den kommenden Star ihrer Verteidigung geholt zu haben. Eine Verletzung in der Saisonvorbereitung warf ihn zurück und als er gegen Jahresende in Form kam, verletzte er sich erneut. Die hohen Erwartungen lasteten auf seinen Schultern und diesem Druck schien er nicht gewachsen. Nach zwei Spielzeiten trennten sich die Capitals von ihm und schickten ihn zu den Detroit Red Wings.
Die Saison 1976/77 verbrachte er zum Teil im AHL-Farmteam bei den Springfield Indians. Bis 1983 spielte er eine solide Rolle bei den Red Wings, wurde aber auch immer wieder bei den Adirondack Red Wings in der AHL eingesetzt. In Adirondack blieb er weitere drei Jahre als einer der besten Verteidiger der Liga, bis er 1986 seine aktive Karriere beendete.

## Sportliche Erfolge
- Memorial Cup: 1974
- Calder Cup: 1981, 1986

### Persönliche Auszeichnungen
- WCJHL First All-Star Team: 1973 und 1974
- Stafford Smythe Memorial Trophy: 1974
- AHL First All-Star Team: 1985
- AHL Second All-Star Team: 1984